# 荻野アンナ
荻野 アンナ（おぎの あんな、本名：荻野 安奈、 1956年（昭和31年）11月7日 - ）は、日本のフランス文学者、小説家。慶應義塾大学名誉教授。

## 経歴
出生名：アンナ・ガイヤールとして神奈川県横浜市中区で育つ。父はイタリア・スペイン・クロアチアなどの血筋を引くアメリカ人。母江見絹子は兵庫県明石市出身の画家で、岡本太郎らと交流した。荻野の文学研究や創作活動には、母親の強い影響があると自認している。小学校時代に日本へ帰化し、荻野姓となる。
フェリス女学院高等学校、慶應義塾大学文学部仏文科を卒業。フランス政府給費留学生としてパリ第4大学に留学し、ラブレーを研究する。慶應義塾大学大学院文学研究科博士課程満期退学。
慶應義塾大学商学部助手（1987年（昭和62年） - 1995年（平成7年））、慶應義塾大学文学部仏文科助教授（1995年（平成7年） - 2002年（平成14年））を経て、2002年（平成14年）4月より慶應義塾大学文学部文学系仏文学専攻教授。2022年定年退任、名誉教授。
小説家としては1991年（平成3年）『背負い水』で第105回芥川賞を受賞。2002年（平成14年）『ホラ吹きアンリの冒険』で読売文学賞を受賞。2008年（平成20年）『蟹と彼と私』で第19回伊藤整文学賞を受賞。
駄洒落好きとして知られ、ワイドショーのコメンテーターとして駄洒落を連発する他、芥川賞の受賞を報せる電話にも「あ、しょう」と応えた。
2005年（平成17年）には落語家の11代目金原亭馬生に弟子入り。2009年（平成21年）時点では二つ目として金原亭駒ん奈を名乗り高座にも上がっていた。
2007年（平成19年）に内閣官房「美しい国づくり」プロジェクト・企画会議委員。フランス政府より教育功労章シュヴァリエ叙勲。
2009年（平成21年）より読売文学賞選考委員。
夫を食道がんで亡くし、2012年には自身も大腸がんを患った。
2024年（令和6年）4月1日、神奈川近代文学館館長に就任した。前館長の辻原登から打診を受けた。

## 著書

### 単著
- 『遊機体』（文藝春秋、1990年）
- 『ブリューゲル、飛んだ』（新潮社、1991年、のち文庫）
- 『私の愛毒書』（福武書店、1991年、のち文庫）
- 『背負い水』（文藝春秋、1991年 のち文庫）
- 『アイ・ラブ安吾』（朝日新聞社、1992年 のち文庫）
- 『コジキ外伝』（岩波書店、1992年）
- 『週刊オギノ』（角川文庫、1993年）
- 『アンナ流元気がなにより』（海竜社、1993年）
- 『マドンナの変身失格』（福武書店、1993年）
- 『桃物語』（講談社、1994年）
- 『食べる女』（文藝春秋、1994年）
- 『ラブレー出帆』（岩波書店、1994年）
- 『百万長者と結婚する教』（講談社、1995年）
- 『アンナの工場観光』（共同通信社、1995年 のち朝日文庫）
- 『生ムギ生ゴメ生アクビ』（講談社、1995年）
- 『名探偵マリリン』（朝日新聞社、1995年 のち文庫）
- 『空の本』（パルコ出版、1996年）
- 『華のパサージュ物語――パリ』（日本放送出版協会、1996年）
- 『半死半生』（角川書店、1996年）
- 『一日三食ひるね事典』（ティビーエス・ブリタニカ、1999年）
- 『空飛ぶ豚 アンナのブタ・コレ』（共同通信社、1999年）
- 『ホラ吹きアンリの冒険』（文藝春秋、2001年）
- 『けなげ』（岩波書店、2002年）
- 『とんとん拍子』（清流出版、2002年）
- 『アンナのエネルギー観光』（エイ出版社、2004年）
- 『ラブレーで元気になる』（みすず書房、2005年）
- 『蟹と彼と私』（集英社、2007年）
- 『殴る女』（集英社、2010年）
- 『働くアンナの一人っ子介護』（グラフ社、2009年）
- 『えろたま』（中央公論新社、2013年）
- 『電気作家』（ゴマブックス、2015年）
- 『カシス川』（文藝春秋、2017年）
- 『老婦人マリアンヌ鈴木の部屋』朝日新聞出版, 2021.2

### 共編著
- （松原秀一、養老孟司共著）『死の発見―ヨーロッパの古層を訪ねて』（岩波書店、1997年）
- （夏石番矢、復本一郎共編）『パロディーの世紀』（雄山閣出版、1997年）
- 『荻野アンナとテリー伊藤のまっかなウソのつき方』（イーグルパブリシング、1999年）
- 『人造美女は可能か?』巽孝之共編著 （慶應義塾大学出版会、2006年）
- 『大震災欲と仁義』荻野アンナとゲリラ隊 著 （共同通信社、2011年）
- 『古武術で毎日がラクラク!疲れない、ケガしない「体の使い方」』（甲野善紀指導・監修 2012年、祥伝社黄金文庫）
- 『やさしいフランス語で楽しむ荻野アンナのフラふら落語』（小池美穂 共同執筆 Vincent Brancourt 欧文監修 NHK出版、2014年）

### 翻訳
- ジャンージャック・サンペ作・絵『とんだタビュラン』（太平社、1997年）
- ジャンージャック・サンペ作・絵『恋人たち アーム・スール』（太平社、1998年）
- マルティーヌ・ブール絵 マリー・オディール・ジュード文『おはなのすきなおおかみくん』（講談社 世界の絵本、1999年）
- ジャンージャック・サンペ作・絵『サン・トロペ』（太平社、1999年）
- ノエル・デュ・ファイユ『田園閑話』『フランス・ルネサンス文学集2』（白水社、2016年）
- ジャン=ジャック・サンペ 作・絵『今さら言えない小さな秘密』ファベル, 2019.8

## 出演
- スリーエフ（CM、1990年代前半）
- 日曜喫茶室（ラジオ番組、常連）